# 우크라이나의 공항 목록

우크라이나 지형도 (국경 및 도시 포함)

이 문서는 우크라이나의 공항 목록으로, 유형별로 그룹화되고 위치별로 정렬되어 있다. 우크라이나의 모든 항공 인프라는 우크라이나 국영 항공청(2010년까지 우크라이나 국가항공청)의 감독 및 규제를 받는다. 이 서비스는 국내 모든 공항에 대한 인증서를 발행하고 모든 항공기 등록을 관리한다.
우크라이나에는 20개 이상의 공항이 있다. 2014년 러시아의 크림반도 합병과 돈바스 전쟁으로 인해 우크라이나 항공 당국은 군사 작전 지역 내 공항에 대한 인증서를 취소할 수밖에 없었는데, 이는 크림반도와 우크라이나 동부 돈바스 지역의 공항에 대한 통제가 불가능했기 때문이다.
우크라이나의 대부분의 공항과 비행장은 원래 군사 목적으로 건설되었으며 일부는 여전히 우크라이나군이 동시에 사용하고 있다. 우크라이나의 보리스필 중앙 공항은 보리스필 공군 기지와 활주로를 공유한다. 공항 외에도 11개의 비행장(비행장)과 약 35개의 활주로(이착륙 활주로)가 별도로 운영되고 있다. 더 자세한 정보는 우크라이나 국가항공청 공식 웹사이트에서 확인할 수 있다.
보리스필 국제공항은 국내 중앙이자 최고 등급 공항이다. 다른 최고 등급 공항으로는 르비우 다닐로 로마노비치 국제공항, 호스토멜 공항(안토노프-1), 오제르네 공항(지토미르 근처)이 있으며, 후자 두 곳은 화물 전용 공항이다. 가장 분주한 공항으로는 보리스필 공항, 르비우 다닐로 로마노비치 국제공항, 키이우 국제공항이 있다. 러시아의 크림반도 합병과 돈바스 전쟁 발발 전에는 심페로폴 국제공항과 도네츠크 국제공항도 있었다.
2022년 2월 24일, 우크라이나는 러시아 침공으로 인해 민간 항공편에 대한 영공을 폐쇄했다.

## 국제공항
틀:Inc-transport
굵게 표시된 공항 이름은 상업 항공사의 정기 노선이 있는 공항임을 나타낸다. 하지만 2022년 2월 25일 현재 우크라이나로의 정기 노선은 중단된 상태이다.
| 서비스 도시                           | 주 또는 자치시       | ICAO | IATA | 공항 이름                                                    | 용도             | 활주로                                                       | 좌표                                                                   |
| ------------------------------------- | -------------------- | ---- | ---- | ------------------------------------------------------------ | ---------------- | ------------------------------------------------------------ | ---------------------------------------------------------------------- |
| 국제공항                              |                      |      |      |                                                              |                  |                                                              |                                                                        |
| 키이우                                | 키이우 (주)          | UKBB | KBP  | 보리스필 국제공항                                            | 공공/군사        | 18L/36R, 4000m, 콘크리트 18R/36L 3500m, 콘크리트             | 북위 50° 20′ 41″ 동경 30° 53′ 36″ / 북위 50.34472° 동경 30.89333°      |
| 체르카시                              | 체르카시             | UKKE | CKC  | 체르카시 국제공항                                            | 공공             | 15/33, 2500m, 아스팔트                                       | 북위 49° 24′ 15″ 동경 32° 0′ 28″ / 북위 49.40417° 동경 32.00778°       |
| 체르니우치                            | 체르니우치           | UKLN | CWC  | 체르니우치 국제공항                                          | 공공             | 15/33, 2200m, 아스팔트                                       | 북위 48° 15′ 35″ 동경 25° 58′ 54″ / 북위 48.25972° 동경 25.98167°      |
| 이바노프란키우스크                    | 이바노프란키우스크   | UKLI | IFO  | 이바노프란키우스크 국제공항                                  | 공공/군사        | 10/28, 2507m, 콘크리트                                       | 북위 48° 53′ 3″ 동경 24° 41′ 10″ / 북위 48.88417° 동경 24.68611°       |
| 하르키우                              | 하르키우             | UKHH | HRK  | 하르키우 국제공항                                            | 공공             | 07/25, 2500m, 콘크리트                                       | 북위 49° 55′ 28″ 동경 36° 17′ 24″ / 북위 49.92444° 동경 36.29000°      |
| 키이우                                | 키이우 (도시)        | UKKK | IEV  | 키이우 (줄리아니) 국제공항                                   | 공공/군사        | 8/26, 1800m, 콘크리트                                        | 북위 50° 24′ 6″ 동경 30° 27′ 6″ / 북위 50.40167° 동경 30.45167°        |
| 크리우이리                            | 드니프로페트로우스크 | UKDR | KWG  | 크리우이리 국제공항                                          | 공공             | 18/36, 2500m, 콘크리트                                       | 북위 48° 2′ 35″ 동경 33° 12′ 25″ / 북위 48.04306° 동경 33.20694°       |
| 르비우                                | 르비우               | UKLL | LWO  | 르비우 다닐로 로마노비치 국제공항                            | 공공/군사        | 13/31, 3305, 아스팔트                                        | 북위 49° 48′ 45″ 동경 23° 57′ 22″ / 북위 49.81250° 동경 23.95611°      |
| 오데사                                | 오데사               | UKOO | ODS  | 오데사 국제공항                                              | 공공/군사        | 07/25, 553m, 잔디 16/34, 2799m, 콘크리트/아스팔트            | 북위 46° 25′ 26″ 동경 30° 40′ 35″ / 북위 46.42389° 동경 30.67639°      |
| 리우네                                | 리우네               | UKLR | RWN  | 리우네 국제공항                                              | 공공             | 12/30, 2626m, 콘크리트                                       | 북위 50° 36′ 26″ 동경 26° 8′ 30″ / 북위 50.60722° 동경 26.14167°       |
| 수미                                  | 수미                 | UKHS | UMY  | 수미 공항                                                    | 공공             | 08/26, 2500m, 아스팔트                                       | 북위 50° 51′ 30″ 동경 34° 45′ 45″ / 북위 50.85833° 동경 34.76250°      |
| 테르노필                              | 테르노필             | UKLT | TNL  | 테르노필 국제공항                                            | 공공             | 10/28, 2000m, 콘크리트 12/30, 750m, 아스팔트                 | 북위 49° 31′ 29″ 동경 25° 42′ 7″ / 북위 49.52472° 동경 25.70194°       |
| 우지호로드                            | 자카르파탸           | UKLU | UDJ  | 우지호로드 국제공항                                          | 공공             | 10/28, 2038m, 아스팔트                                       | 북위 48° 38′ 3″ 동경 22° 15′ 48″ / 북위 48.63417° 동경 22.26333°       |
| 빈니차                                | 빈니차               | UKWW | VIN  | 빈니차 공항 (하브리시우카)                                   | 공공/군사        | 13/31, 2500m, 콘크리트                                       | 북위 49° 14′ 22″ 동경 28° 36′ 50″ / 북위 49.23944° 동경 28.61389°      |
| 자포리자                              | 자포리자             | UKDE | OZH  | 자포리자 국제공항                                            | 공공/군사        | 02/20, 2502m, 아스팔트                                       | 북위 47° 52′ 1″ 동경 35° 18′ 57″ / 북위 47.86694° 동경 35.31583°       |
| 2017년 기준 SAA 인증이 없는 국제공항  |                      |      |      |                                                              |                  |                                                              |                                                                        |
| 마리우폴                              | 도네츠크             | UKCM | MPW  | 마리우폴 국제공항 (돈바스 전쟁으로 폐쇄)                     | 공공             | 02/20, 2550m, 아스팔트 02/20, 1400m, 잔디 11/29, 1400m, 잔디 | 북위 47° 4′ 21″ 동경 37° 27′ 23″ / 북위 47.07250° 동경 37.45639°       |
| 미콜라이우                            | 미콜라이우           | UKON | NLV  | 미콜라이우 국제공항                                          |                  | 05/23, 2572m, 아스팔트 05L/23R, 1800m, 잔디                  | 북위 47° 3′ 28″ 동경 31° 55′ 11″ / 북위 47.05778° 동경 31.91972°       |
| 러시아 침공 중 파괴되거나 점령된 공항 |                      |      |      |                                                              |                  |                                                              |                                                                        |
| 세바스토폴                            | 세바스토폴           | UKFB | UKS  | 벨베크 세바스토폴 국제공항 (공식 폐쇄, 사실상 러시아가 운영) | 공공/군사        | 07/25, 3007m, 콘크리트                                       | 북위 44° 41′ 28″ 동경 33° 34′ 36″ / 북위 44.69111° 동경 33.57667°      |
| 도네츠크                              | 도네츠크             | UKCC | DOK  | 도네츠크 국제공항 (돈바스 전쟁으로 파괴)                     | 공공             | 08/26, 2484m, 아스팔트                                       | 북위 48° 4′ 25″ 동경 37° 44′ 23″ / 북위 48.07361° 동경 37.73972°       |
| 루한스크                              | 루한스크             | UKCW | VSG  | 루한스크 국제공항 (돈바스 전쟁으로 파괴)                     | 공공             | 9/27, 2840m, 아스팔트                                        | 북위 48° 25′ 4.8″ 동경 39° 22′ 26.4″ / 북위 48.418000° 동경 39.374000° |
| 심페로폴                              | 크림                 | UKFF | SIP  | 심페로폴 국제공항 (공식 폐쇄, 사실상 러시아가 운영)          | 공공 (현재 군용) | 01L/19R, 3701m, 콘크리트                                     | 북위 45° 3′ 8″ 동경 33° 58′ 31″ / 북위 45.05222° 동경 33.97528°        |
| 드니프로                              | 드니프로페트로우스크 | UKDD | DNK  | 드니프로 국제공항 (2022년 러시아의 우크라이나 침공 중 파괴)  | 공공             | 9/27, 2850m, 콘크리트                                        | 북위 48° 21′ 26″ 동경 35° 6′ 2″ / 북위 48.35722° 동경 35.10056°        |
| 헤르손                                | 헤르손               | UKOH | KHE  | 헤르손 국제공항 (2022년 러시아의 우크라이나 침공 중 파괴)    | 공공/군사        | 03/21, 2500m, 아스팔트/콘크리트                              | 북위 46° 40′ 5″ 동경 32° 30′ 7″ / 북위 46.66806° 동경 32.50194°        |

## 기타 공항
| 서비스 도시        | 주 또는 자치시           | ICAO  | IATA | 공항 이름                                           | 용도                   | 활주로                                        | 좌표                                                               |
| ------------------ | ------------------------ | ----- | ---- | --------------------------------------------------- | ---------------------- | --------------------------------------------- | ------------------------------------------------------------------ |
| 베르댠스크         | 자포리자                 | UKDB  | ERD  | 베르댠스크 공항 (2004년 폐쇄)                       | 공공/군사 (2016년부터) | 09/27, 2500m, 콘크리트                        | 북위 46° 48′ 53″ 동경 36° 45′ 29″ / 북위 46.81472° 동경 36.75806°  |
| 보로디안카         | 키이우 (주)              | UKKB  |      | 보로디안카 비행장                                   | 공공 (스포츠 전용)     | 1400m, 잔디                                   | 북위 50° 39′ 57″ 동경 29° 55′ 26″ / 북위 50.66583° 동경 29.92389°  |
| 차플린카           | 헤르손 - 카호우카 라이온 |       |      | 차플린카 비행장 (러시아군 사용)                     | 민간/군사              | 600m, 콘크리트                                | 북위 46° 20′ 47″ 동경 33° 32′ 31″ / 북위 46.34639° 동경 33.54194°  |
| 키이우             | 키이우 (도시)            | UKKJ* |      | 차이카 비행장                                       | 공공 (스포츠 전용)     | 800m, 잔디                                    | 북위 50° 25′ 52″ 동경 030° 18′ 01″ / 북위 50.43111° 동경 30.30028° |
| 체르니히우         | 체르니히우               | UKKL  | CEJ  | 체르니히우 셰스토비치아 공항 (2005년 폐쇄)          |                        | 09/27, 2200m, 아스팔트 01/19, 600m, 아스팔트  | 북위 51° 24′ 12″ 동경 031° 9′ 36″ / 북위 51.40333° 동경 31.16000°  |
| 우진               | 키이우                   | UKKH  |      | 체펠리우카 공항                                     |                        | 3430m, 콘크리트                               | 북위 49° 47′ 22″ 동경 030° 26′ 10″ / 북위 49.78944° 동경 30.43611° |
| 드라비우           | 체르카시                 | UKKD* |      | 드라비우 공항?                                      |                        |                                               |                                                                    |
| 키이우             | 키이우 (주)              | UKBW  |      | 부조바 공항                                         | 공공 (스포츠 전용)     | 900m, 잔디                                    | 북위 50° 23′ 55″ 동경 30° 3′ 34″ / 북위 50.39861° 동경 30.05944°   |
| 헤니체스크         | 헤르손                   | UKOG  |      | 헤니체스크 공항 (폐쇄)                              |                        | 3000m, 콘크리트                               | 북위 46° 12′ 35″ 동경 34° 45′ 39″ / 북위 46.20972° 동경 34.76083°  |
| 르비우             | 르비우                   |       |      | 호로도크 공군 기지                                  | 현재 민간용            | 1100m, 콘크리트                               | 북위 49° 44′ 18″ 동경 023° 40′ 6″ / 북위 49.73833° 동경 23.66833°  |
| 키이우 (호스토멜)  | 키이우 (주)              | UKKM  | GML  | 호스토멜 공항 (안토노프-2)                          | 공공 (화물 전용)       | 15/33, 3500m, 콘크리트                        | 북위 50° 36′ 13″ 동경 30° 11′ 31″ / 북위 50.60361° 동경 30.19194°  |
| 이즈마일           | 오데사                   | UKOI  |      | 이즈마일 국제공항 (폐쇄)                            | 공공                   | 1730m, 콘크리트                               | 북위 45° 23′ 44″ 동경 028° 48′ 5″ / 북위 45.39556° 동경 28.80139°  |
| 카미야네치포딜스키 | 흐멜니츠키               |       | KCP  | 카미야네치포딜스키 공항                             |                        | 600m, 잔디                                    | 북위 48° 41′ 42″ 동경 026° 36′ 35″ / 북위 48.69500° 동경 26.60972° |
| 케르치             | 크림                     | UKFK  | KHC  | 케르치 공항 (공식 폐쇄, 사실상 러시아가 운영)       | 공공                   | 07/25, 1652m, 아스팔트 07/25, 2000m, 잔디     | 북위 45° 22′ 21″ 동경 036° 24′ 05″ / 북위 45.37250° 동경 36.40139° |
| 하르키우           | 하르키우                 | UKHD  |      | 하르키우 북부 공항 (소콜니키)                       | 공공                   | 03/21, 1804m, 콘크리트                        | 북위 50° 1′ 30″ 동경 36° 16′ 0″ / 북위 50.02500° 동경 36.26667°    |
| 흐멜니츠키         | 흐멜니츠키               | UKLH  | HMJ  | 흐멜니츠키 공항                                     | 공공                   | 16/34, 2220m, 콘크리트                        | 북위 49° 21′ 36″ 동경 026° 56′ 0″ / 북위 49.36000° 동경 26.93333°  |
| 콜로미야           | 이바노프란키우스크       | UKLO  |      | 콜로미야 공항                                       |                        | 2530, 콘크리트                                | 북위 48° 31′ 48″ 동경 25° 07′ 38″ / 북위 48.53000° 동경 25.12732°  |
| 크라마토르스크     | 도네츠크                 | UKCK  | KRQ  | 크라마토르스크 공항                                 | 군사                   | 2500m, 콘크리트                               | 북위 48° 42′ 24″ 동경 37° 37′ 53″ / 북위 48.70675° 동경 37.63125°  |
| 크레멘추크         | 폴타바                   | UKHK  | KHU  | 크레멘추크 공항 (벨리카 코흐니우카)                 | 공공                   | 1600m, 잔디                                   | 북위 49° 7′ 51″ 동경 33° 28′ 31″ / 북위 49.13083° 동경 33.47528°   |
| 크로피우니츠키     | 키로보흐라드             | UKKG  | KGO  | 크로피우니츠키 공항                                 | 공공                   | 12/30, 1538m, 아스팔트 16/34, 1300m, 아스팔트 | 북위 48° 32′ 41″ 동경 32° 16′ 56″ / 북위 48.54472° 동경 32.28222°  |
| 키이우             | 키이우 (도시)            | UKBD  |      | 키이우 남부 비행장                                  | 공공                   | 1, 650m, 아스팔트                             | 북위 50° 0′ 13″ 동경 30° 11′ 48″ / 북위 50.00361° 동경 30.19667°   |
| 루츠크             | 볼린                     | UKLC  | UCK  | 루츠크 공항                                         |                        | 07/25, 1660m, 아스팔트                        | 북위 50° 47′ 23″ 동경 25° 20′ 56″ / 북위 50.78972° 동경 25.34880°  |
| 스트리             | 르비우                   | UKLP  |      | 르비우 스트리 공항                                  | 공공/군사              | 2400m 콘크리트                                | 북위 49° 14′ 40″ 동경 023° 47′ 23″ / 북위 49.24444° 동경 23.78972° |
| 리만스케           | 오데사                   | UKOM  |      | 리만스케 국제공항                                   | 공공                   | 18/36, 2503m, 콘크리트                        | 북위 46° 40′ 8″ 동경 030° 0′ 40″ / 북위 46.66889° 동경 30.01111°   |
| 니진               | 체르니히우               | UKRN  |      | 니진 공항                                           | 비상 서비스            | 3000m, 콘크리트                               | 북위 51° 05′ 20″ 동경 31° 52′ 08″ / 북위 51.08882° 동경 31.86890°  |
| 페트로우스케       | 루한스크                 | UKHE  |      | 페트로우스케 공항?                                  |                        |                                               |                                                                    |
| 피드호로드네       | 드니프로페트로우스크     | UKDP* |      | 피드호로드네 공항 (폐쇄)                            |                        | 500m, 콘크리트                                | 북위 48° 32′ 48″ 동경 35° 06′ 02″ / 북위 48.54667° 동경 35.10056°  |
| 폴타바             | 폴타바                   | UKHP  | PLV  | 폴타바 공항 (수프루니우카)                          | 공공                   | 13/31, 2600m, 콘크리트                        | 북위 49° 34′ 26″ 동경 34° 23′ 55″ / 북위 49.57389° 동경 34.39861°  |
| 세메니우카         | 체르니히우               | UKKS  |      | 세메니우카 공항?                                    |                        |                                               |                                                                    |
| 시베로도네츠크     | 루한스크                 | UKCS  | SEV  | 시비에로도네츠크 공항                               | 공공                   | 1420m, 콘크리트                               | 북위 48° 54′ 5″ 동경 38° 32′ 38″ / 북위 48.90139° 동경 38.54389°   |
| 키이우             | 키이우 (도시)            | UKKT  | NNN  | 스뱌토신 비행장 (안토노프-1)                        | 산업                   | 14/32, 1800m, 콘크리트                        | 북위 50° 28′ 42″ 동경 30° 23′ 6″ / 북위 50.47833° 동경 30.38500°   |
| 추니우             | 르비우                   | UKLF* |      | 추니우 공항                                         | 공공                   | 1300m, 잔디                                   | 북위 49° 49′ 16″ 동경 23° 41′ 17″ / 북위 49.82111° 동경 23.68806°  |
| 심페로폴           | 크림                     | UKFW  |      | 자보드스코에 공항 (공식 폐쇄, 사실상 러시아가 운영) | 공공                   | 잔디                                          | 북위 44° 55′ 3″ 동경 34° 3′ 47″ / 북위 44.91750° 동경 34.06306°    |
| 지토미르           | 지토미르                 | UKKV  | ZTR  | 지토미르 공항                                       | 공공/산업              | 1500m, 아스팔트                               | 북위 50° 16′ 14″ 동경 28° 44′ 19″ / 북위 50.27056° 동경 28.73861°  |
| 얄타               | 크림                     |       |      | 얄타 헬리포트 (공식 폐쇄, 사실상 러시아가 운영)     | 공공                   | 콘크리트                                      | 북위 44° 29′ 06″ 동경 34° 08′ 12″ / 북위 44.48500° 동경 34.13667°  |

## 군용 비행 기지
| 서비스 도시          | 주 또는 자치시 | ICAO  | IATA | 공항 이름                                            | 용도      | 활주로                                    | 좌표                                                                 | 비고                               |
| -------------------- | -------------- | ----- | ---- | ---------------------------------------------------- | --------- | ----------------------------------------- | -------------------------------------------------------------------- | ---------------------------------- |
| 바헤로베             | 크림           |       |      | 바헤로베 공군 기지                                   | 군사      | 6/24, 3500m 콘크리트                      | 북위 45° 24′ 25″ 동경 036° 14′ 41″ / 북위 45.40694° 동경 36.24472°   | 1996년 폐쇄                        |
| 빌라체르크바         | 키이우 (주)    | UKBC* |      | 빌라체르크바 공군 기지                               | 군사      | 콘크리트                                  | 북위 49° 47′ 41″ 동경 30° 1′ 48″ / 북위 49.79472° 동경 30.03000°     | 예비 - 1333 예비 및 폐기 항공 기지 |
| 브로디               | 르비우         | UKLB  |      | 브로디 공군 기지                                     | 군사      | 1967m, 콘크리트                           | 북위 50° 07′ 47″ 동경 25° 10′ 15″ / 북위 50.12970° 동경 25.17075°    | 16독립 육군 항공 연대              |
| 체르니히우           | 체르니히우주   | UKKP  |      | 체르니히우 공군 기지                                 | 군사      | 2500m, 콘크리트                           | 북위 51° 32′ 55″ 동경 31° 18′ 48″ / 북위 51.54852° 동경 31.31345°    | 폐쇄                               |
| 추후이우             | 하르키우       | UKHW  |      | 추후이우 공군 기지                                   | 군사      | 2500m, 콘크리트                           | 북위 49° 50′ 18″ 동경 36° 38′ 28″ / 북위 49.83827° 동경 36.64115°    | 203훈련 항공 여단                  |
| 잔코이               | 크림           | UKFY  |      | 잔코이 공군 기지 (공식 폐쇄, 사실상 러시아가 운영)   | 공공/군사 | 05/23, 2500m, 콘크리트                    | 북위 45° 42′ 03″ 동경 034° 25′ 02″ / 북위 45.70083° 동경 34.41722°   | 러시아 39헬리콥터 연대             |
| 칼리니우카           | 빈니차         | UKKN  |      | 칼리니우카 공군 기지                                 | 군사      | 1860m, 콘크리트                           | 북위 49° 29′ 04″ 동경 28° 32′ 22″ / 북위 49.48444° 동경 28.53944°    | 예비                               |
| 크로피우니츠키       | 키로보흐라드   | UKBT  |      | 카나토베 공군 기지                                   | 군사      | 2465m, 콘크리트                           | 북위 48° 33′ 47″ 동경 032° 23′ 25″ / 북위 48.56306° 동경 32.39028°   | 예비                               |
| 코노토프             | 수미           | UKBF  |      | 코노토프 공군 기지                                   | 군사      | 2003m, 콘크리트                           | 북위 51° 14′ 35″ 동경 33° 08′ 54″ / 북위 51.24305° 동경 33.14832°    | 예비                               |
| 미콜라이우           | 미콜라이우     | UKOR  |      | 쿨바키노 공군 기지                                   | 군사      | 3250m, 콘크리트                           | 북위 46° 56.191′ 동경 32° 5.924′  / 북위 46.936517° 동경 32.098733°  | 299전술 항공 여단                  |
| 멜리토폴             | 자포리자       | UKDM  | OOX  | 멜리토폴 공군 기지 (공식 폐쇄, 사실상 러시아가 운영) | 군사      | 2508m, 콘크리트                           | 북위 46° 52′ 50″ 동경 35° 18′ 08″ / 북위 46.88067° 동경 35.30228°    | 25수송 항공 여단                   |
| 미르호로드           | 폴타바         | UKBM  | MXR  | 미르호로드 공군 기지                                 | 군사      | 2500m, 콘크리트                           | 북위 49° 55′ 51″ 동경 33° 38′ 38″ / 북위 49.93090° 동경 33.64393°    | 831전술 항공 여단                  |
| 칼리니우             | 르비우         | UKLA  |      | 노비 칼리니우 공군 기지                              | 군사      | 2217m, 콘크리트                           | 북위 49° 33′ 02″ 동경 23° 20′ 03″ / 북위 49.55057° 동경 23.33405°    | 7독립 육군 항공 연대               |
| 올렉산드리야         | 키로보흐라드   | UKBA  |      | 올렉산드리야 공군 기지                               | 군사      | 330m, 콘크리트                            | 북위 48° 40′ 46″ 동경 33° 11′ 07″ / 북위 48.67932° 동경 33.18520°    | 헬리콥터 기지                      |
| 지토미르             | 지토미르       | UKKO  |      | 오제르네 공군 기지                                   | 공공/군사 | 콘크리트                                  | 북위 50° 9′ 30″ 동경 28° 44′ 18″ / 북위 50.15833° 동경 28.73833°     | 39전술 항공 여단                   |
| 폴타바               | 폴타바         | UKHL  | MIO  | 폴타바 공군 기지                                     | 군사      | 09/27, 2500m, 콘크리트 09/27, 2500m, 잔디 | 북위 49° 37′ 38″ 동경 34° 29′ 18″ / 북위 49.62722° 동경 34.48828°    | 18독립 육군 항공 여단              |
| 사키                 | 크림           | UKFI* |      | 사키 공군 기지 (공식 폐쇄, 사실상 러시아가 운영)     | 군사      | 콘크리트                                  | 북위 45° 5′ 35″ 동경 33° 35′ 42″ / 북위 45.09306° 동경 33.59500°     | 러시아 43독립 해군 돌격 항공 연대  |
| 스타로코스티안티니우 | 흐멜니츠키     | UKLS* |      | 스타로코스티안티니우 공군 기지                       |           | 2400m, 콘크리트                           | 북위 49° 44.894′ 동경 27° 16.399′  / 북위 49.748233° 동경 27.273317° | 7전술 항공 여단                    |
| 우만                 | 우만           | UKKA  |      | 우만 공군 기지                                       | 군사      | 2500m, 콘크리트                           | 북위 48° 47′ 41″ 동경 30° 12′ 29″ / 북위 48.79485° 동경 30.20800°    | 예비                               |
| 키이우               | 키이우 (주)    | UKKW  |      | 바실키우 공군 기지                                   | 군사      | 2465m, 콘크리트                           | 북위 50° 14′ 05″ 동경 30° 18′ 03″ / 북위 50.23468° 동경 30.30090°    | 40전술 항공 여단                   |
| 미콜라이우           | 미콜라이우     | UKOW  |      | 보즈네센스크 공군 기지                               | 군사      | 2470m, 콘크리트                           | 북위 47° 30′ 42″ 동경 31° 15′ 32″ / 북위 47.51168° 동경 31.25877°    | 예비                               |
| 옙파토리야           | 크림           | UKFE  |      | 옙파토리야 공항 (공식 폐쇄, 사실상 러시아가 운영)    | 군사      | 8/24, 2011m, 콘크리트                     | 북위 45° 13′ 32″ 동경 33° 22′ 36″ / 북위 45.22556° 동경 33.37667°    | 수리 공장                          |

## 등록된 헬리포트
| 헬리포트                          | ICAO 코드 | 위치                      | 좌표                                                              | 패드 크기         | 참고  |
| --------------------------------- | --------- | ------------------------- | ----------------------------------------------------------------- | ----------------- | ----- |
| 페카리 우크라이나어: Пекарі       | UKBE      | 카니우, 체르카시주        | 북위 49° 41′ 49″ 동경 31° 33′ 44″ / 북위 49.69694° 동경 31.56222° | 30×30m, 콘크리트  | [ 2 ] |
| 드니프로-1 우크라이나어: Дніпро-1 | UKNT      | 키이우                    | 북위 50° 26′ 57″ 동경 30° 32′ 27″ / 북위 50.44917° 동경 30.54083° | 120×50m, 콘크리트 | [ 3 ] |
| 모터 우크라이나어: Мотор          | UKVE      | 자포리자, 자포리자주      | 북위 47° 51′ 43″ 동경 35° 19′ 0″ / 북위 47.86194° 동경 35.31667°  | 콘크리트          |       |
| 소프카-1                          |           | 노비 페트리우치, 키이우주 | 북위 50° 37′ 17″ 동경 30° 27′ 38″ / 북위 50.62139° 동경 30.46056° |                   |       |
| 야릴하치                          |           | 초르노모르스케, 크림      |                                                                   |                   |       |

## 같이 보기
- 우크라이나의 교통
- 우크라이나의 가장 분주한 공항 목록
- 유럽의 가장 분주한 공항 목록
- 구 소련에서 가장 분주한 공항 목록
- ICAO 공항 코드 목록: U#UK - 우크라이나
- Wikipedia:WikiProject Aviation/Airline destination lists: Europe#Ukraine

## 내용주
1. ↑  국가항공청